# Pic del Solempí
El Pic del Solempí és una muntanya de 641,1 metres d'altitud del límit entre les comunes de Conat i de Rià i Cirac, totes dues de la comarca del Conflent, a la Catalunya del Nord.
És a la zona oest del terme de Rià i Cirac i al sud-est del de Conat. És al capdamunt de la partida del Solempí, al nord-oest d'en Caçà i a ponent del poble de Rià.